# Arthur Carl Lichtenberger
Arthur Carl Lichtenberger (* 8. Januar 1900 in Oshkosh, Wisconsin; † 3. September 1968 in Bethel, Vermont) war ein US-amerikanischer Geistlicher und von 1958 bis 1964 Presiding Bishop und Oberhaupt der Episcopal Church in the USA.